# Minagrion canaanense
Minagrion canaanense là một loài chuồn chuồn kim trong họ Coenagrionidae.
Minagrion canaanense được miêu tả khoa học năm 1967 bởi Santos.